# Мазанковски, Дон
Достопочтенный Дональд Фрэнк (Дон) Мазанковски (англ. Donald Frank 'Don' Mazankowski; 27 июля 1935, Вайкинг, Альберта — 27 октября 2020, Шервуд-Парк, Альберта) — канадский государственный деятель. Депутат Палаты общин от Прогрессивно-консервативной партии, член правительств Джо Кларка и Брайана Малруни, в том числе заместитель премьер-министра (1986—1993), президент Тайного совета королевы для Канады (1986—1991), лидер правительства в Палате общин (1986—1988), президент казначейства (1987—1991) и министр финансов (1991—1993). Кавалер ордена Превосходства Альберты (2003), компаньон ордена Канады (2013).

## Биография

### Начало карьеры
Дон Мазанковски родился в небольшом городке Вайкинг в семье этнических поляков, переехавших в Альберту из США. Его отец был электриком, а затем вместе с женой обзавёлся фермой, где выращивал пшеницу. По окончании школы Дон некоторое время проработал диспетчером в компании грузовых перевозок, а в 1960 году перебрался в Вегревилл, где вместе с братом Рэем открыл автомобильный салон.
В политику Мазанковски пришёл благодаря визиту в Вегревилл тогдашнего премьер-министра Канады Дифенбейкера, совершавшего агитационную поездку по стране. Слова Дифенбейкера о том, что запад Канады должен играть более заметную роль в делах страны, заинтересовали молодого торговца автомобилями, который начал участвовать в местной политике. С 1963 по 1968 год он был попечителем Отдельного вегревиллского школьного совета. В 1968 году Мазанковски был избран от Вегревилла в Палату общин Канады как депутат от Прогрессивно-консервативной партии и после этого оставался в парламенте на протяжении 25 лет.

### Первые годы в Оттаве
В Палате общин Мазанковски, которого многие коллеги называли просто «Маз», поначалу был частью группы западных депутатов, неформальным лидером которой был другой представитель Альберты Джек Хорнер, однако достаточно быстро сформировал собственный, более строгий и ответственный стиль работы и выдвинулся на ведущие позиции в прогрессивно-консервативной фракции. В 1973—1976 годах он был председателем фракции, а в 1979 году вошёл в правительственный кабинет Джо Кларка, где занимал посты министра транспорта и министра, ответственного за Канадскую зерновую комиссию. В должности министра транспорта ему удалось достичь заметных успехов, в особенности в области железнодорожного транспорта.
После поражения консерваторов на федеральных выборах Мазанковски на несколько лет оказался в оппозиции. В этот период он наладил тесное сотрудничество с премьер-министром Альберты Питером Лохидом, вместе с которым выступал против либерального правительства, повышаемых им налогов и Национальной энергетической программы. Сотрудничество с Лохидом продолжалось и после возвращения Прогрессивно-консервативной партии к власти на федеральном уровне. Когда Брайан Малруни сформировал новый консервативный кабинет, одним из первых, кто вошёл в него, был Мазанковски. По собственным словам Малруни, он выделялся на фоне прочих парламентариев своей эффективной работой в теневом кабинете. Политик из Альберты возглавлял министерство транспорта более полутора лет, в последние месяцы в этой должности одновременно являясь исполняющим обязанности министра регионального промышленного развития.

### Заместитель премьер-министра Канады
В 1986 году Малруни, к этому времени убедившийся в высоких лидерских качествах Мазанковски, осуществляя перестановки в правительстве, назначил его заместителем премьер-министра. Тот стал четвёртым человеком в истории Канады, занявшим такой пост, и оставался на нём до 1993 года. Помимо должности заместителя премьер-министра, он в 1986 году также стал лидером правительства в Палате общин и президентом Тайного совета королевы для Канады, а впоследствии возглавлял ещё ряд министерств и ведомств. Так, с июля 1986 по 1992 год он был министром по делам Альберты, с августа 1987 по апрель 1991 года — президентом казначейства, с марта 1988 по январь 1989 года — министром по вопросам приватизации и регулирования, а с сентября 1988 по январь 1989 года — министром сельского хозяйства. В период переговоров о заключении Канадско-американского соглашения о свободной торговле Мазанковски был председателем канадского правительственного комитета по операциям. В этот период и во время работы Малруни над Мичским соглашением, когда премьер часто отсутствовал в Оттаве, его заместитель становился ведущим представителем правительства в парламенте.
Обилие разнообразных задач, которые Мазанковски выполнял в правительстве Марлуни, принесло ему прозвище «министр всего» (англ. minister of everything). Позже Малруни, сравнивая себя с президентом корпорации, называл Мазанковски своим исполнительным директором (Chief Operating Officer). В 1991 году тот получил новое назначение — на пост министра финансов, где сменил Майкла Уилсона. Во главе министерства финансов Мазанковски продолжал политику своего предшественника и сыграл важную роль в выходе экономики из рецессии, в которой она пребывала в 1990—1991 годах.
Среди достижений Мазанковски за время работы заместителем премьер-министра и министром финансов Малруни позже отмечал приватизацию коронных корпораций Petro-Canada и Air Canada. Защищая интересы избирателей запада страны, Мазанковски также осуществил перевод штаб-квартиры Национальной службы энергетики из Оттавы в Калгари.
Мазанковски объявил о предстоящем уходе в отставку в начале июня 1993 года. По его собственным словам, к этому решению его подтолкнула его жена Лоррейн, сказавшая, что «хороший хоккеист знает, когда повесить коньки на гвоздь». 18 июня 1993 года, менее чем через две недели после этого объявления, Мазанковски по представлению Малруни был удостоен титула «достопочтенный» (англ. right honourable). В отличие от многочисленных политиков, носящих титул «почтенного» (honourable), «достопочтенными» в Канаде традиционно именуют лишь премьер-министра, генерал-губернатора и председателя Верховного суда; таким образом, присвоение этого титула Мазанковски было необычной и высокой оценкой его деятельности.

### Дальнейшая жизнь
После ухода из большой политики Мазанковски продолжал активно участвовать в общественной жизни. Он руководил делами стипендионного фонда, носящего его имя и основанного ещё в 1985 году. За годы работы фонд собрал и распределил между учащимися миллионы долларов пожертвований. Бывший министр возглавлял консультационный совет при премьере Альберты Ральфе Клейне и входил в совет попечителей Альбертского университета. Мазанковски также сыграл заметную роль в инициативе «правого объединения», результатом которой стало в 2003 году слияние двух правых партий Канады — Прогрессивно-консервативной и Канадского союза — в единую Консервативную партию.
Особый вклад Мазанковски внёс в систему здравоохранения Альберты. Он был председателем правительственной комиссии по реформе здравоохранения, сформированной Клейном. Отчёт комиссии, представленный в 2001 году, включал многочисленные рекомендации по превращению системы здравоохранения провинции в более экономичную. Помимо этого, Мазанковски занимал должности президента Института экономики здравоохранения и Канадского общества генетических заболеваний и входил в правление страховой компании Great West Life Assurance. В 2009 году его имя было присвоено Институту кардиологии, основанному при больнице Альбертского университета.
Мазанковски умер в Шервуд-Парке (Альберта) в октябре 2020 года на 86-м году жизни от осложнений, вызванных болезнью Паркинсона, оставив после себя вдову и трёх сыновей.

## Признание заслуг
В 2000 году Дон Мазанковски был произведён в офицеры ордена Канады, а в 2013 году — в компаньоны этого ордена, что является высшей государственной наградой Канады. На сайте генерал-губернатора Канады среди оснований награждения перечисляются как многолетнее участие в политической жизни страны, так и гуманитарная деятельность после ухода в отставку, включая руководство Институтом экономики здравоохранения, Канадским обществом генетических заболеваний и советом по здравоохранению при премьере Альберты, а также организацию стипендионного фонда. В промежутке между этими двумя награждениями, в 2003 году, Мазанковски стал кавалером ордена Превосходства Альберты. Он также награждён медалями Золотого и Бриллиантового юбилея королевы Елизаветы II. В 2010 году Мазанковски был удостоен награды от Канадской ассоциации бывших парламентариев за достижения карьеры.